# 卡爾-安東 (瓦爾德克和皮爾蒙特)
卡尔-安东·克里斯蒂安·古斯塔夫·克莱门斯·亚历山大（Carl-Anton Christian Gustav Clemens Alexander，1991年12月25日—），出生于巴德阿罗尔森。瓦尔德克和皮尔蒙特亲王家族首领，瓦尔德克和皮尔蒙特亲王。是瓦尔德克和皮尔蒙特亲王维特金德与妻子格斯-绍瑙女伯爵塞西莉亚的长子。有两个弟弟：约西亚斯王子，约翰内斯王子。两人是双胞胎。